# Thaddeus Mann
Thaddeus Robert Rudolph Mann (Leópolis, 4 de dezembro de 1908 – Cambridge, 27 de novembro de 1993) foi um bioquímico austríaco. Sua área principal de trabalho foi biologia da reprodução.

## Vida
Thaddeus Mann foi filho de Wilhelm e Emilia Mann. Foi irmão de Roman Mann e Kasimir Mann, e sei foi o cantor de ópera Josef Mann. Estudou medicina na Universidade de Leópolis, onde obteve um doutorado em medicina em 1935. Um ano depois casou com Cecilia Lutwak. Em 1935 recebeu uma bolsa da Fundação Rockefeller e estudou no Instituto Molteno da Universidade de Cambridge, onde obteve em 1937 um Ph.D.
De 1937 a 1944 recebeu um "Beit Memorial Fellowship for Medical Research". Durante este tempo continuou ativo no Instituto Molteno em Cambridge. Até 1953 trabalhou como wissenschaftlicher Mitarbeiter para o Agricultural Research Council. Em 1950 obteve um Sc.D. De 1953 a 1976 foi diretor do A.R.C Unit of Reproductive Physiology and Biochemistry. De 1967 a 1976 professor da cátedra Marshall-Walton de Fisiologia e Reprodução.
Recebeu o Prêmio Amory de 1954 da Academia de Artes e Ciências dos Estados Unidos. Foi eleito membro da Royal Society em 1951, em 1962 foi nomeado comandante da Ordem do Império Britânico e em 1980 eleito membro estrangeiro da Academia de Ciências da Polônia.

## Obras
- The Biochemistry of Semen. 1954; Versão digitalizada
- The Biochemistry of Semen and of the Male Reproductive Tract Methuen, London; Wiley, Nova Iorque 1964
- Male Reproductive Function and Semen - Themes and Trends in Physiology, Biochemistry and Investigative Andrology. Heidelberg 1981 - com Cecilia Lutwak-Mann
- Spermatophores. Heidelberg 1984